# Musée du Baïkal
Le musée du Baïkal (en russe : Байкальский музей) est un musée d'histoire naturelle russe situé à Listvianka dans l'oblast d'Irkoutsk, en Sibérie. Il offre aux visiteurs un aperçu unique de la flore et la faune de la région, en abordant également l'exploration du plus grand réservoir d’eau douce au monde, le lac Baïkal, inscrit au patrimoine mondial de l’UNESCO depuis 1996.

## Histoire

### Projet
En 1928, le village de Listvianka accueille la station de limnologie du Baïkal.
En 1961 la station est élevée au statut d'Institut de limnologie d'URSS.

### Premier musée
Exclusivement voué à l'étude de l'histoire du lac et à son monde végétal et animal, l'institut devient un musée en 1993. Le musée du Baïkal est l'un des rares de la région qui explique la création et la topographie du lac dans lequel 3 000 espèces endémiques sont référencées. 

### Musée actuel
La mission du musée du Baïkal est de faire découvrir et mieux aimer le lac Baïkal, un élément de vie et source de richesse dans cette région reculée de la Russie. À la fois ludique, pédagogique et scientifique, il est essentiellement axé sur les relations entre l’Homme et le lac.
Actuellement, le musée met également en avant la protection et le respect de l’environnement et de la nature ; l'ensemble constitue un centre de culture scientifique et technique de découverte de l'environnement, une approche de la vie sous-marine (3 000 espèces endémiques recensées), grâce à des aquariums géants. Ce centre scientifique reçoit chaque année plus de 150 000 visiteurs, par le biais de sa médiathèque spécialisée, la projection de films, et des expositions.

## Présentation

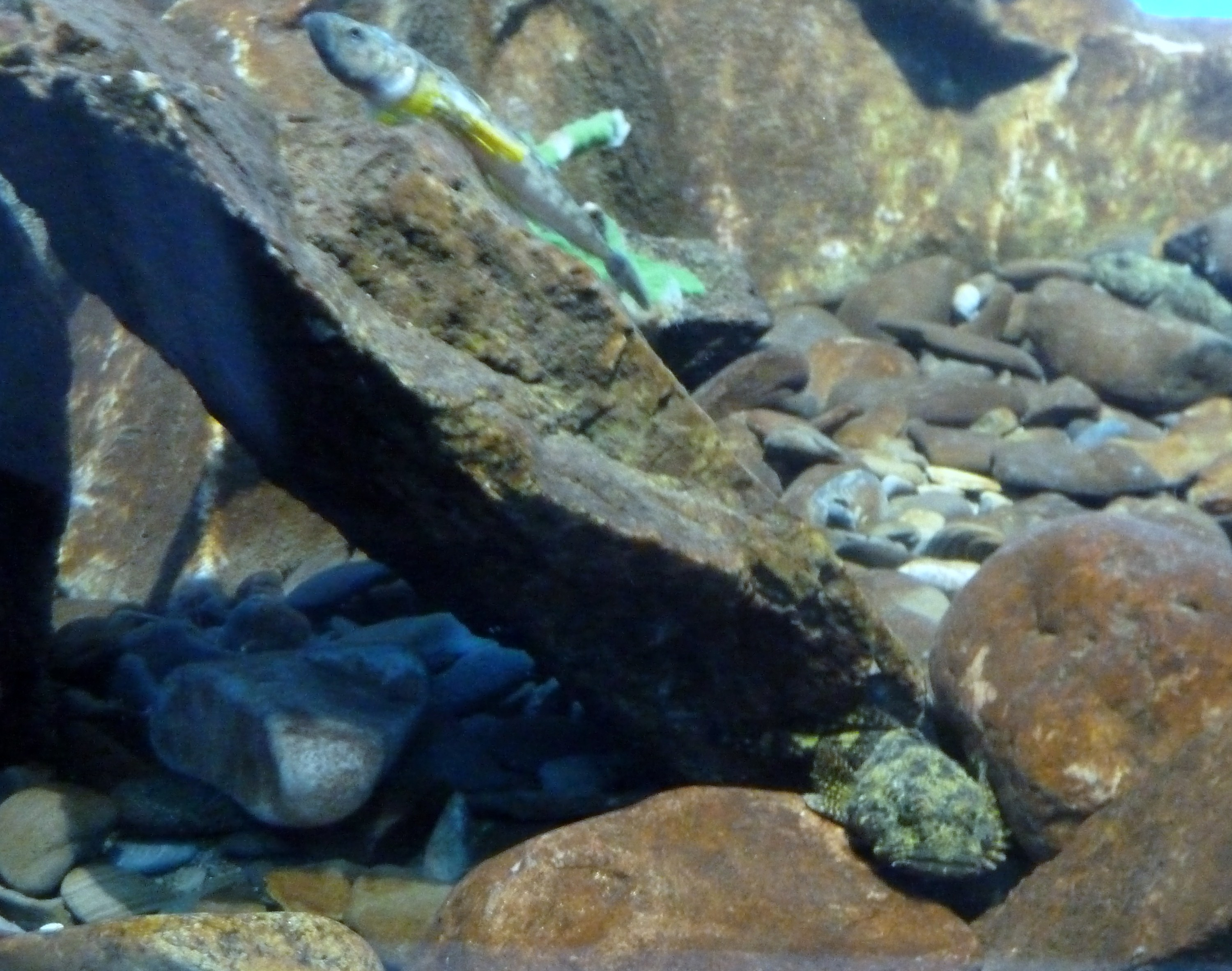
Cottocomephoridae (Cottidés) dans un des aquariums.

### Onze aquariums
Onze aquariums sont ouverts au public, en 2004, où évoluent les espèces endémiques du Baïkal : les omouls, esturgeons et phoques du Baikal (nerpas). Les système d'approvisionnement et d'échange en eau sont uniques : de manière à recréer des conditions proches du milieu naturel, l'eau est pompée à 500 m de profondeur dans le lac.
On y dénombre 20 espèces de poissons, 5 espèces de crustacés, 3 espèces d'éponges et 2 espèces de mollusques.

### ArboretumKamenouchka
La forêt de conifères, essentiellement composée de sapins et mélèzes, s'étend sur superficie de 4 ha à travers une colline qui surplombe les rives du lac Baïkal.
La végétation du parc est composée d'arbustes, essentiellement des rhododendrons, d'ephedras (utilisés par la médecine traditionnelle) et de vignes.
La flore du parc est composée de plantes herbacées ; 284 espèces de plantes vasculaires, dont 29 espèces protégées, y sont dénombrées.